# FreeOrion
FreeOrion este un joc open-source, liber și gratis, ce se derulează  pe tururi (TBS) și este plasat intr-o lume virtuală futuristă. Scopul jocului este ca jucătorul să conducă una din rasele existente in FreeOrion și să domine galaxia printr-o combinație de diplomație, lupte și cuceriri in timp ce-și ajută rasa să evolueze tehnologic si economic, explorând și colonizând planete și sisteme solare din tot universul. Jocul utilizează o interfață ‚point și click’, precum și taste pentru scurtături ce ajută la managementul coloniilor, tehnologiilor, diplomației și al confruntărilor.

## Galerie

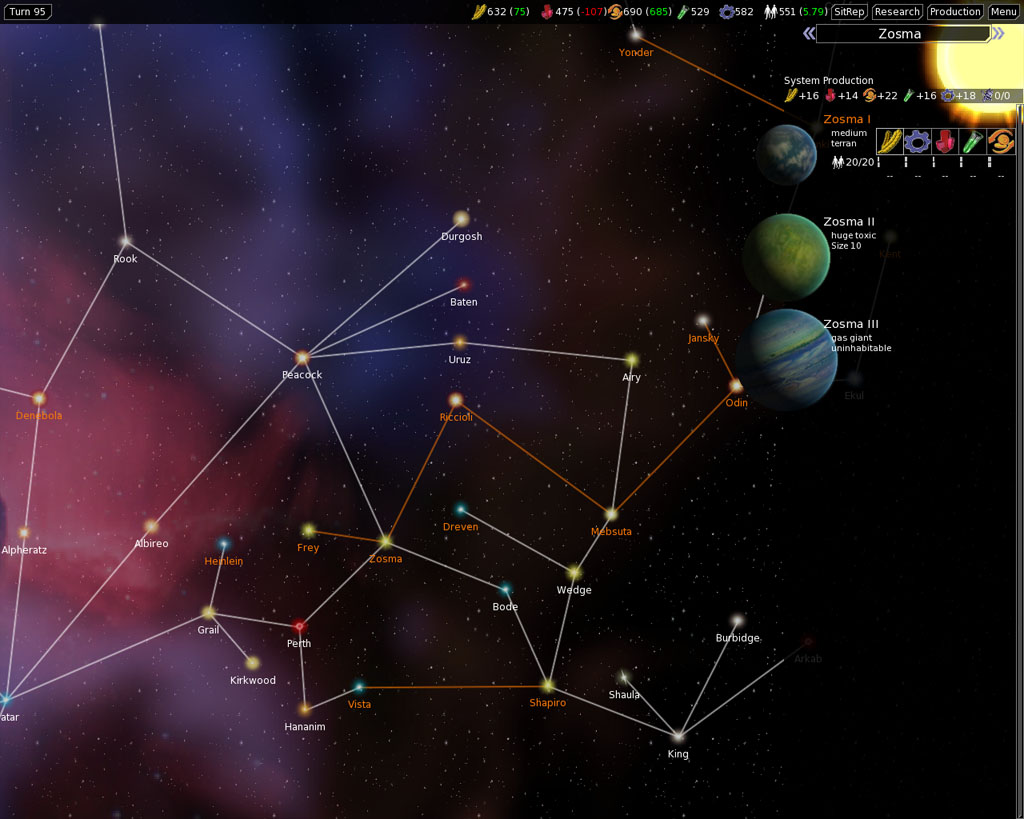
Screenshot della versione 0.3
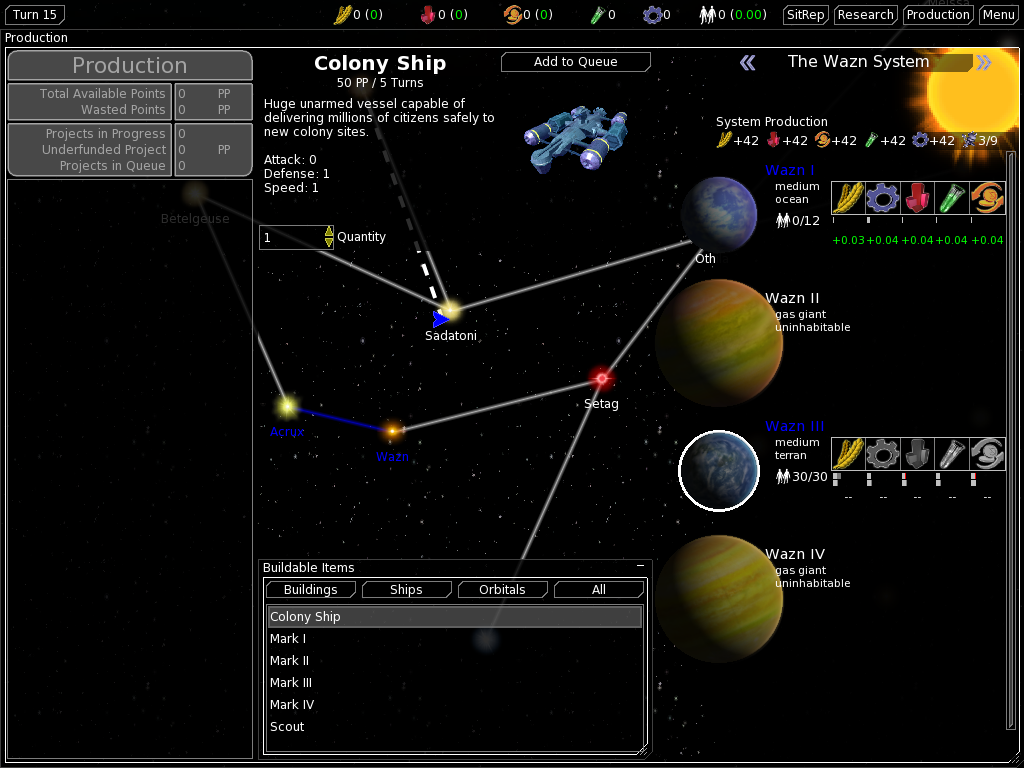
Schermata della schermata di produzione
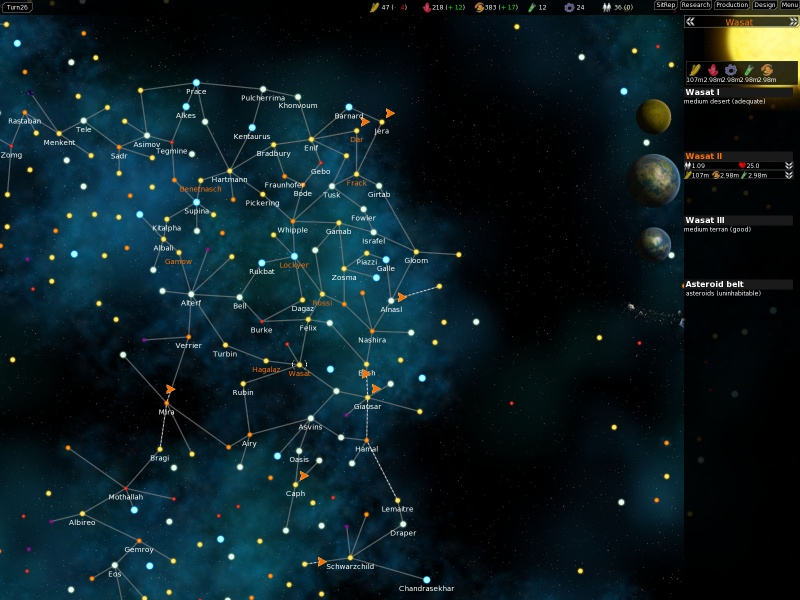
Mappa della galassia